# ВВС Императорского флота Японии
ВВС Императорского флота Японии (яп. 大日本帝國海軍航空隊) — военно-воздушные силы Японской империи, подчинявшиеся Императорскому флоту Японии.

## История
Первый морской самолёт взлетел с первого военно-морского аэродрома в Оппаме 2 ноября 1912 года. После начала Первой мировой войны в осаде Циндао принял участие японский гидроавиатранспорт «Вакамия».
В 1932 г. Главным управлением авиации Министерства ВМС было принято общее тактико-техническое задание ВМС «№ 7» (Программа «7-Си» 7 г. эпохи Сёва), предусматривающая создание отечественной авиации ВМС. Программа провалилась, когда выяснилось, что отечественные конструкторы не способны создать самолёт мирового уровня. После этого ГУ авиации ВМС стало налаживать контакты с зарубежными авиаконструкторами. Были сформированы тактико-технические задания ВМС «№ 9» и «№ 11», в рамках которых и были созданы самолёты, составившие основу авиации ВМС Японии во Второй мировой войне.
До начала Тихоокеанской войны авиация ВМС прошла обкатку в Китае. Несмотря на то, что конфликт между Японией и Китаем был в основном сухопутным, авиация ВМС приняла активное участие в боевых действиях у г. Шанхай. В составе авиации Сухопутных войск отсутствовала дальняя авиация, поэтому бомбардировки тыла и городов за линией фронта осуществляла авиация ВМС.

## Авиация ВМС Второй мировой войны
В годы Второй мировой войны ВМС Императорской Японии использовали следующие виды авиации:

### Истребительная

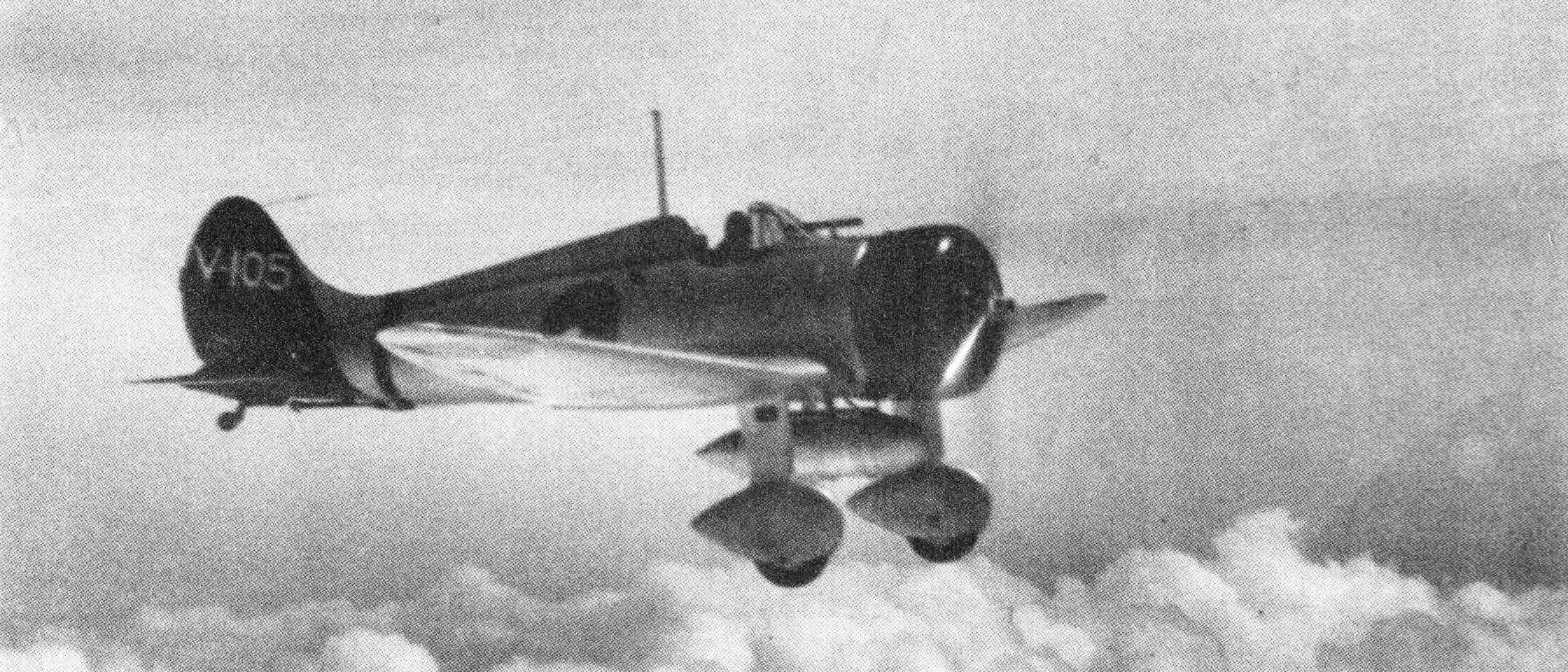
И-96
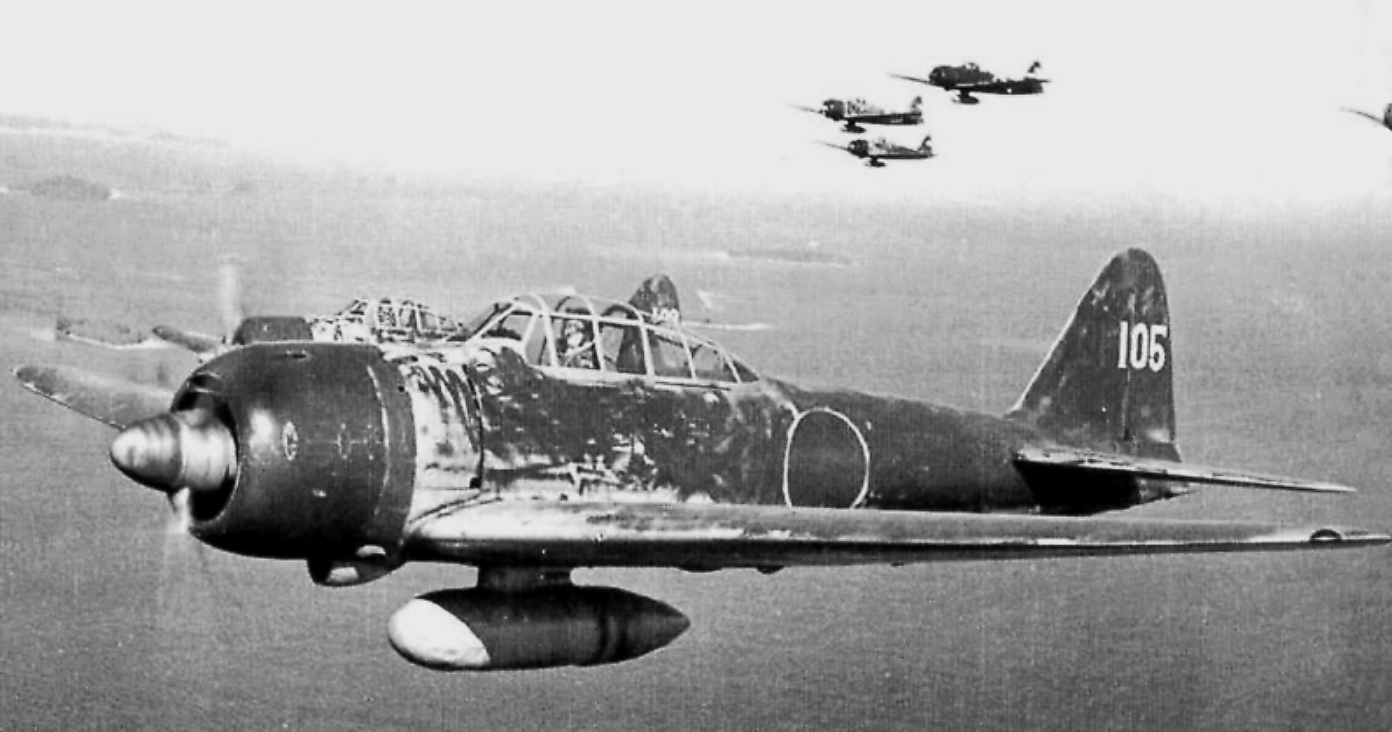
И-0
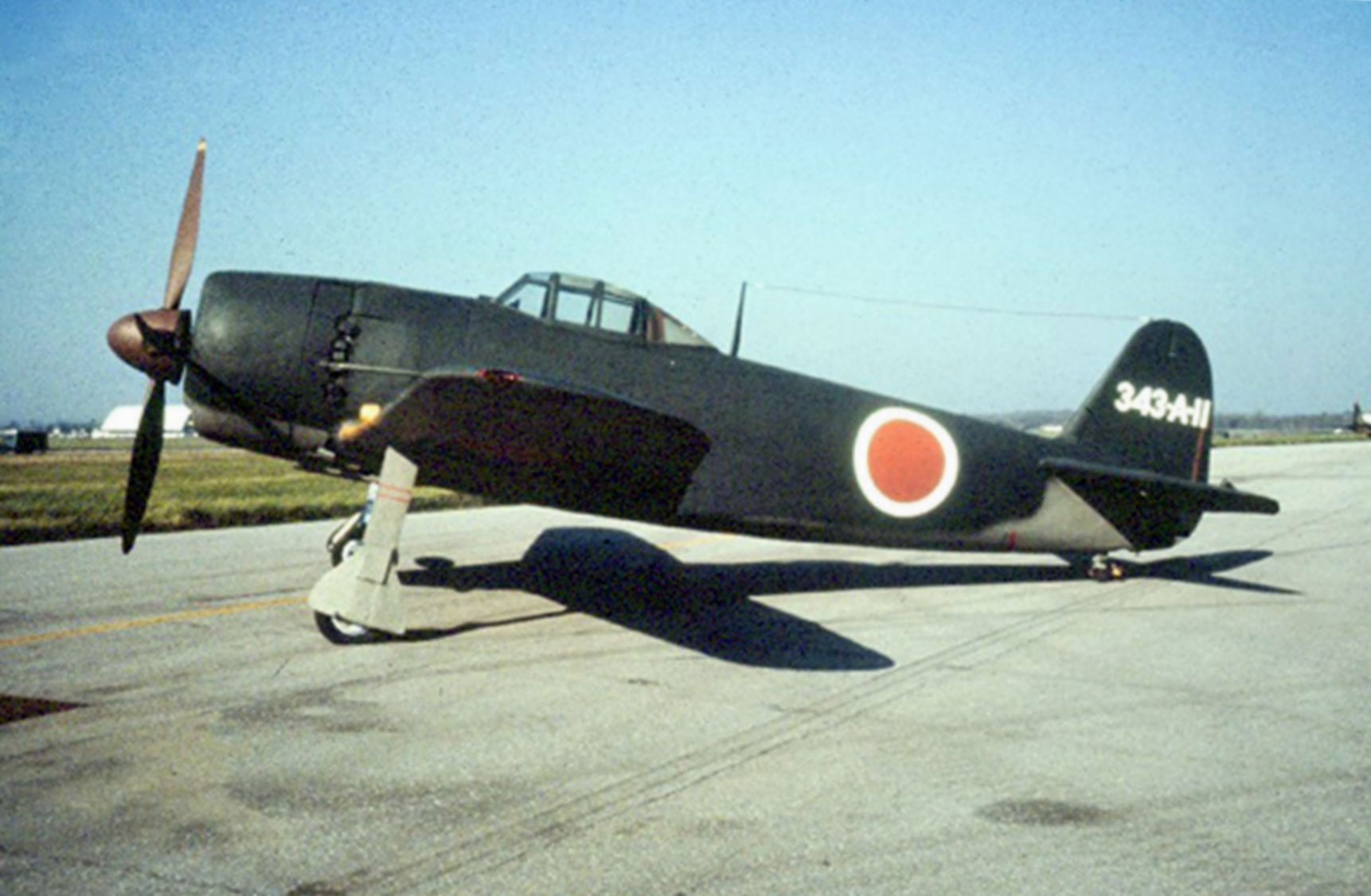
Молния
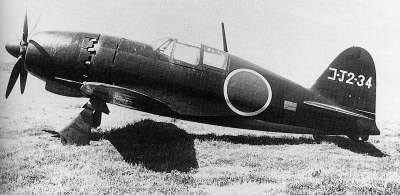
Гром
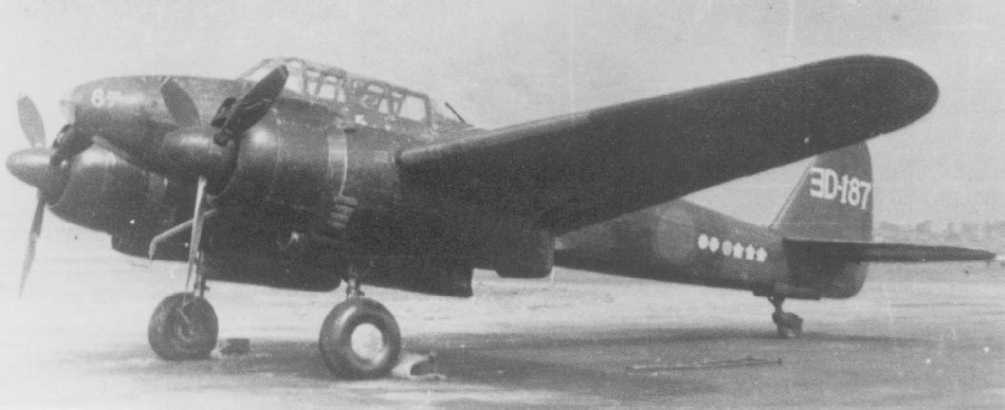
Луна

- И-96 и И-0
- перехватчики Молния, Гром и ночной Луна

### Торпедоносная

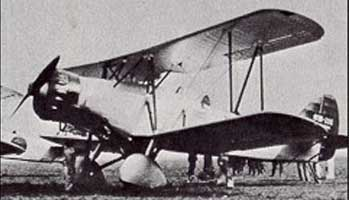
Т-96
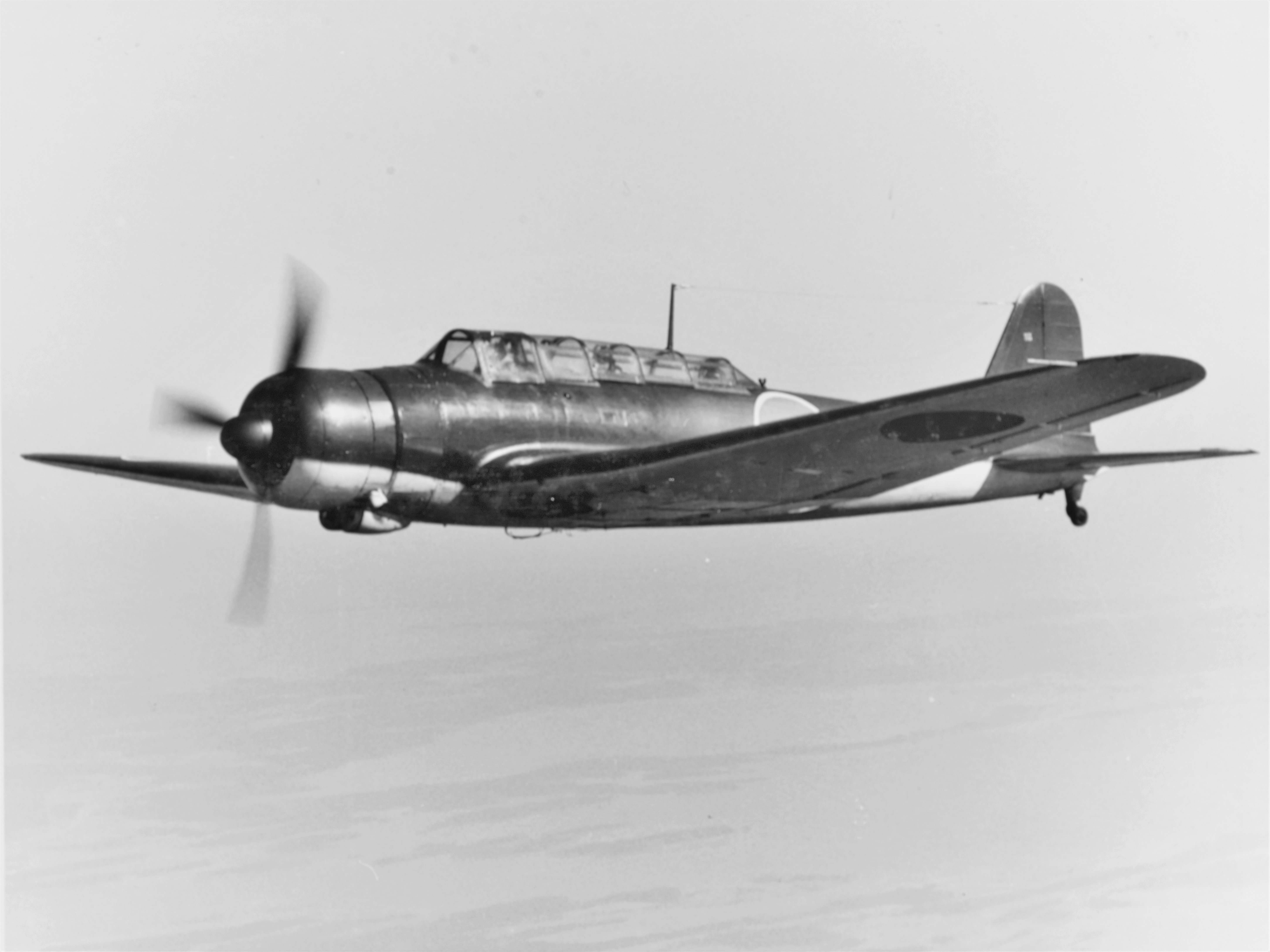
Т-99
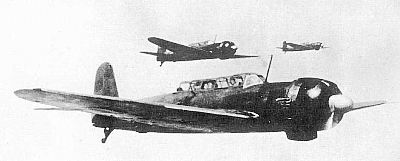
Тяньшань
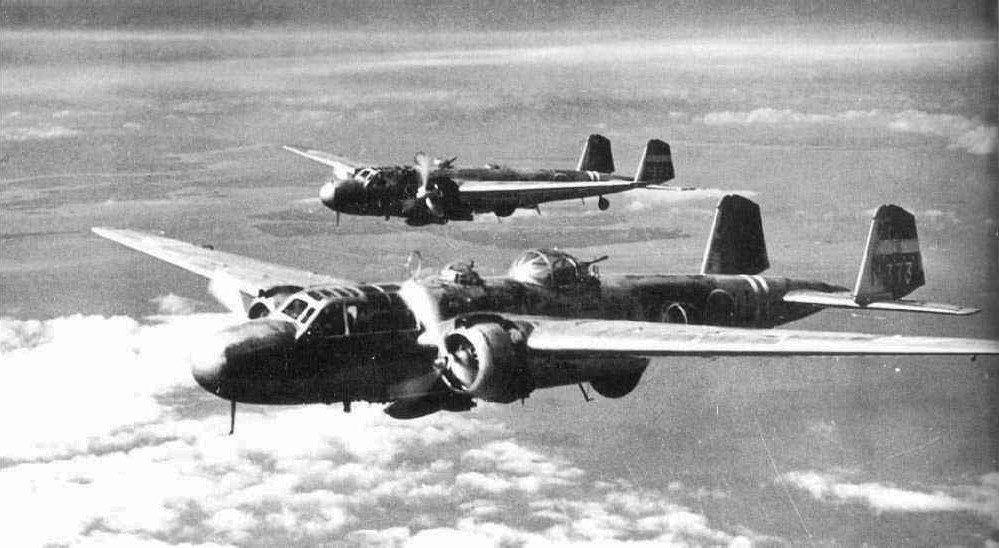
Дальний ДБ-96
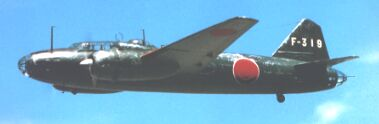
Дальний ДБ-1
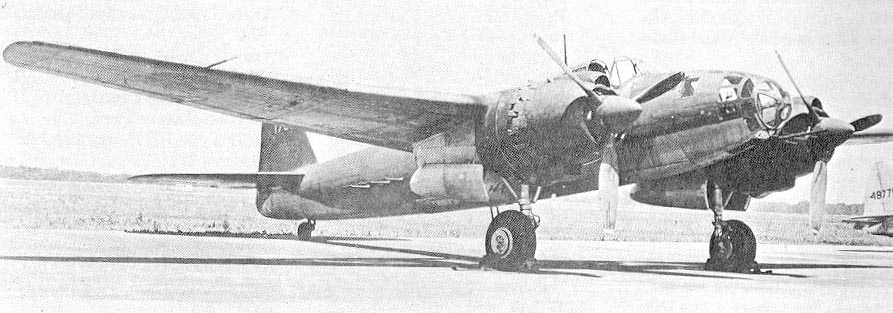
«Гинга»

- корабельные Т-96, Т-99 и Тяньшань
- береговые ДБ-96, ДБ-1 и Млечный путь

### Пикировочная

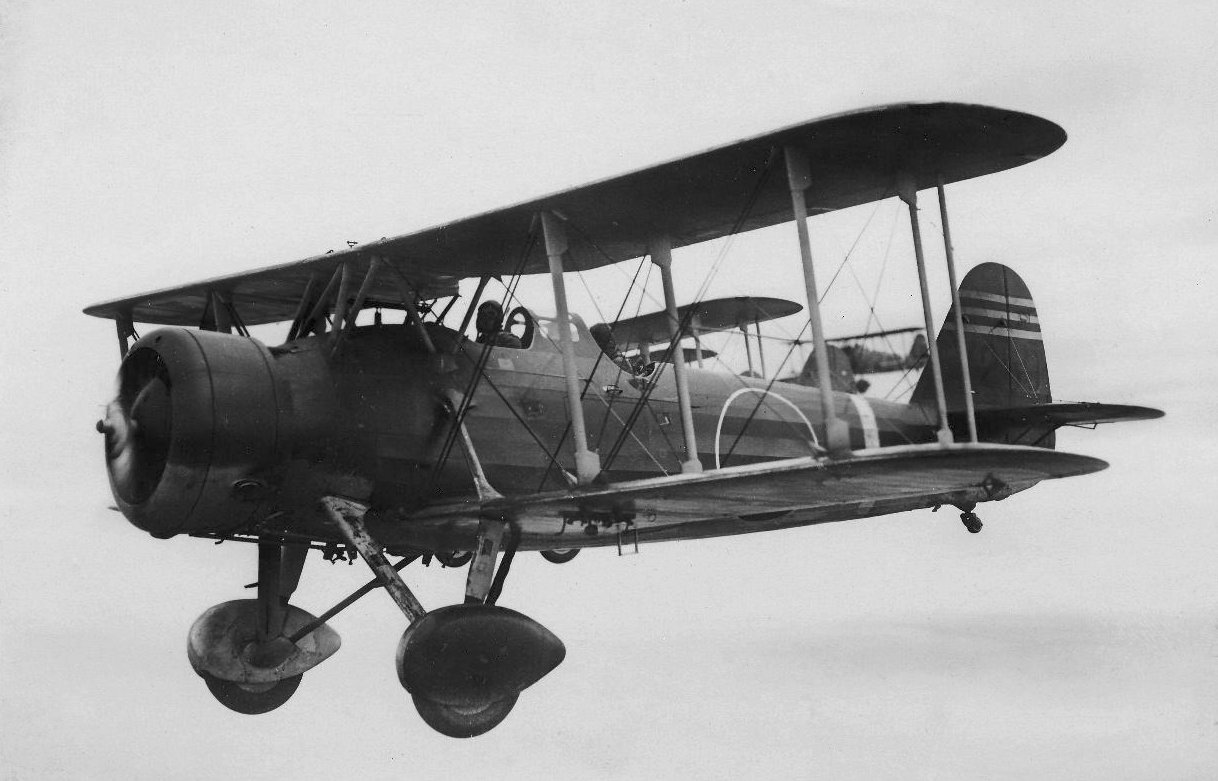
ЛБ-94
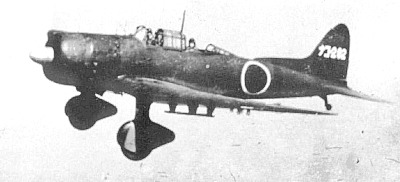
ЛБ-99
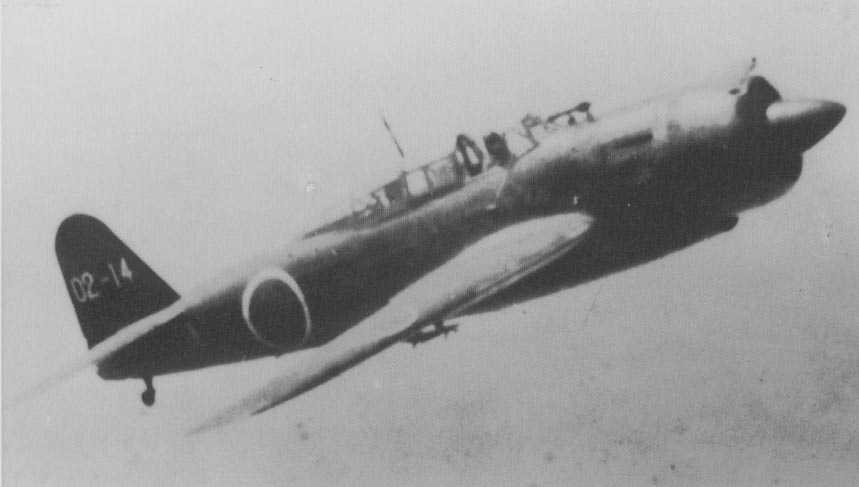
Комета

- корабельные ЛБ-94, ЛБ-99 и Комета

### Разведывательная

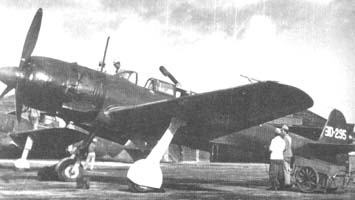
Корабельный разведчик «Сайун»

- корабельный «Сайун»

### Гидроистребительная

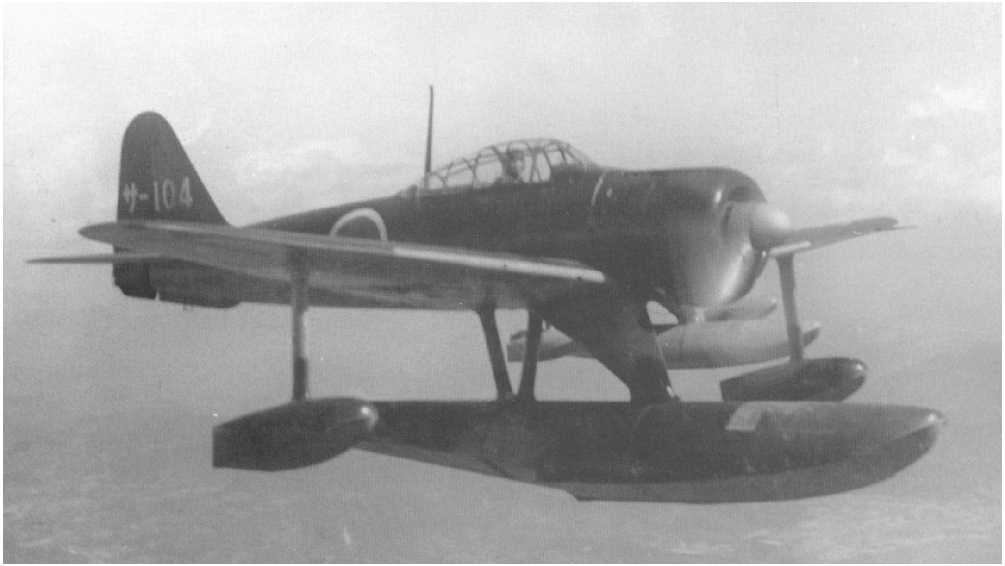
ГИ-0
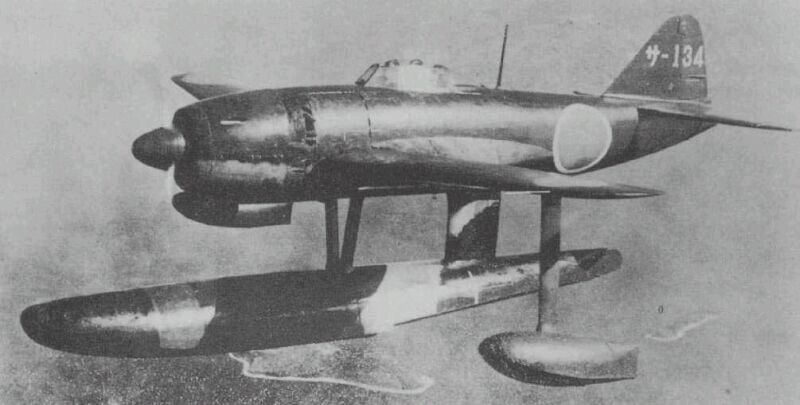
Шторм

- ГИ-0 и Шторм

### Гидроразведывательная

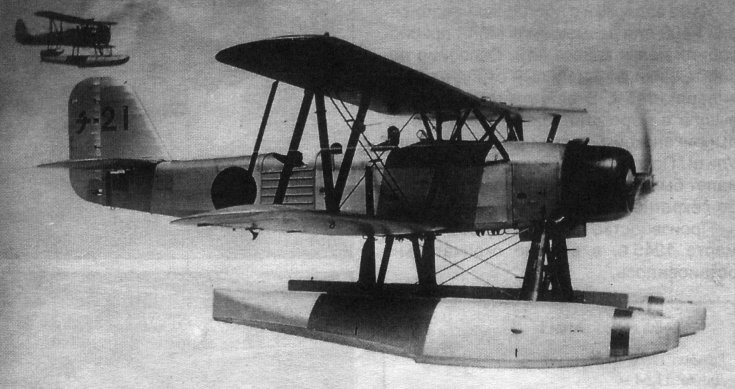
Гидроразведчик «94»
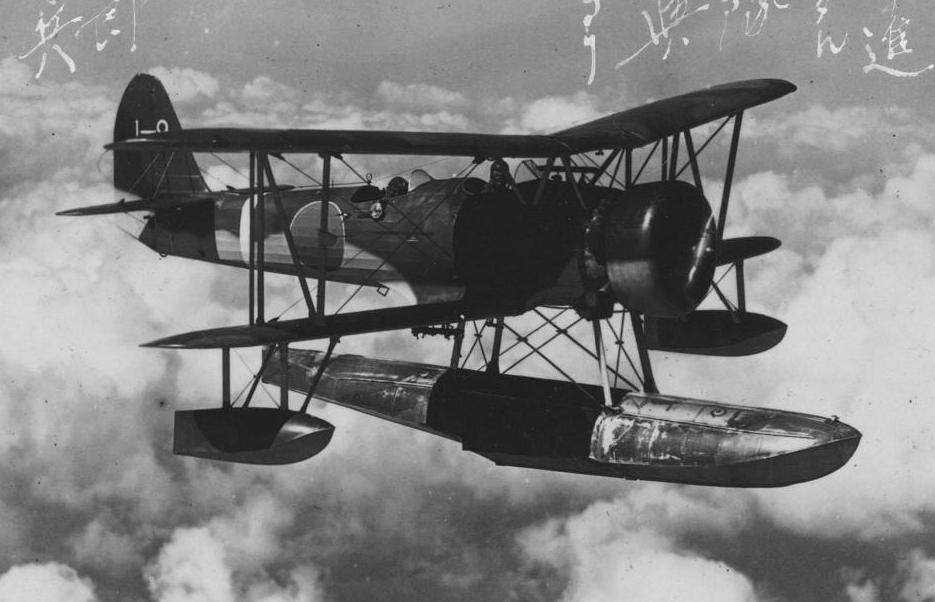
Гидроразведчик «95»
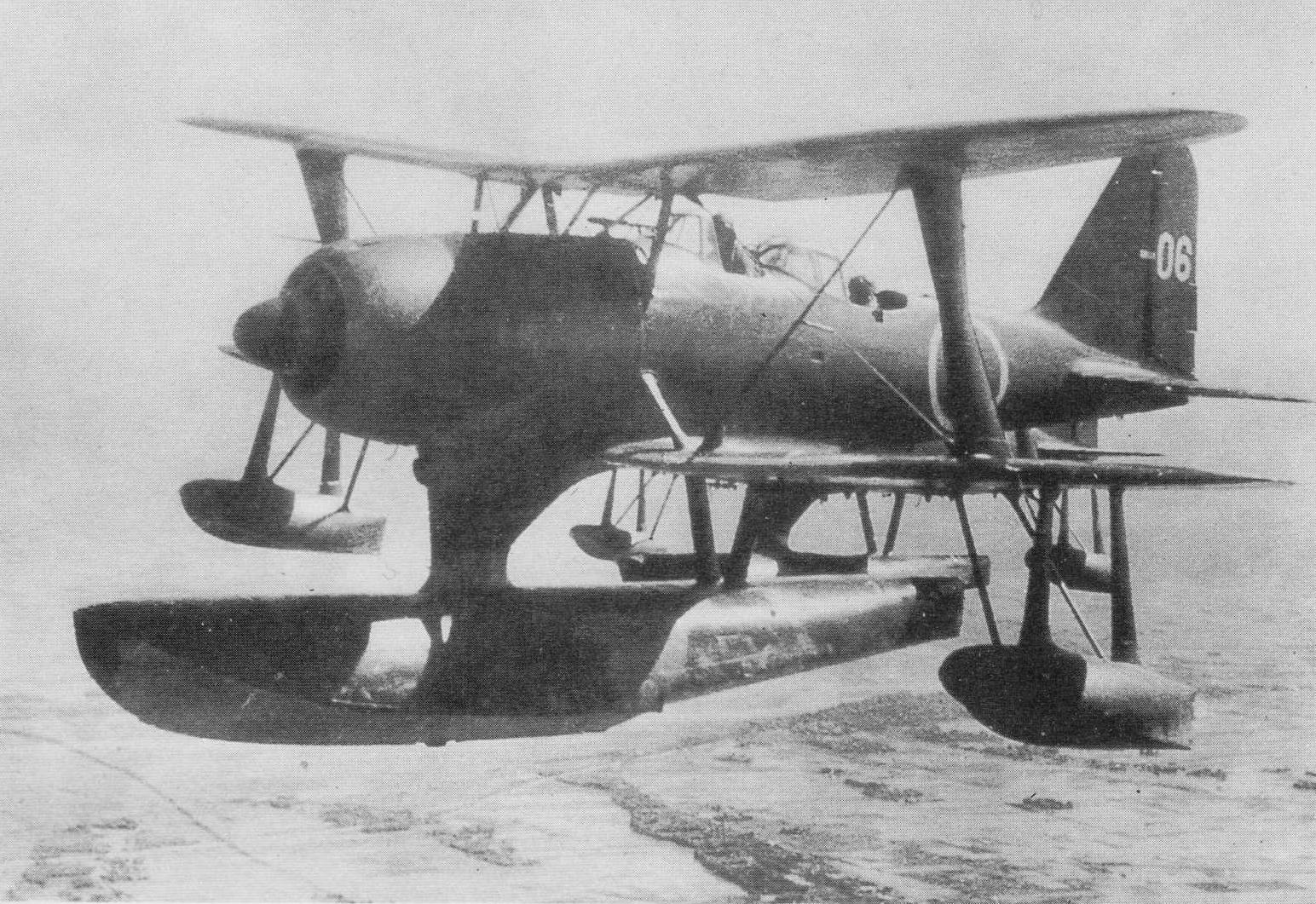
Гидрокорректировщик «0»
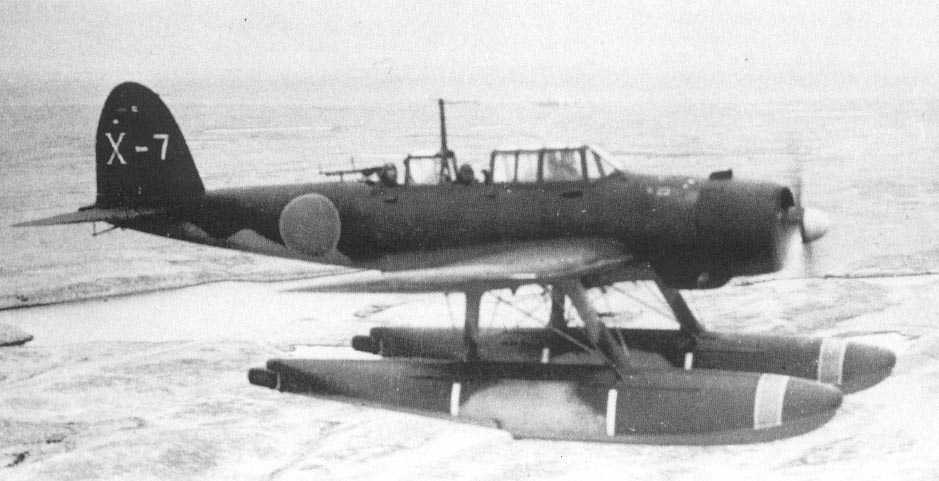
Гидроразведчик «Аити-0»
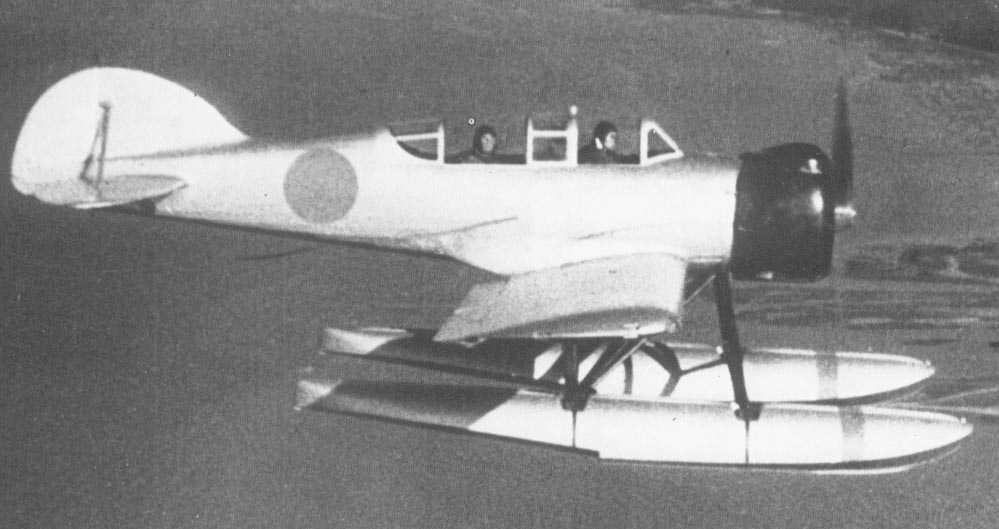
Гидроразведчик «Иокосука-0»
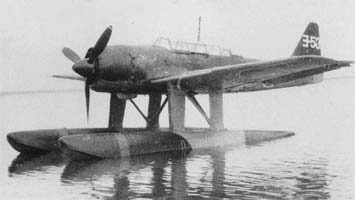
Гидроразведчик «Дзуйун»

- корабельные «94», «95», «Аити-0», «Иокосука-0», «Дзуйун»
- корректировщик «0»

### Амфибийная

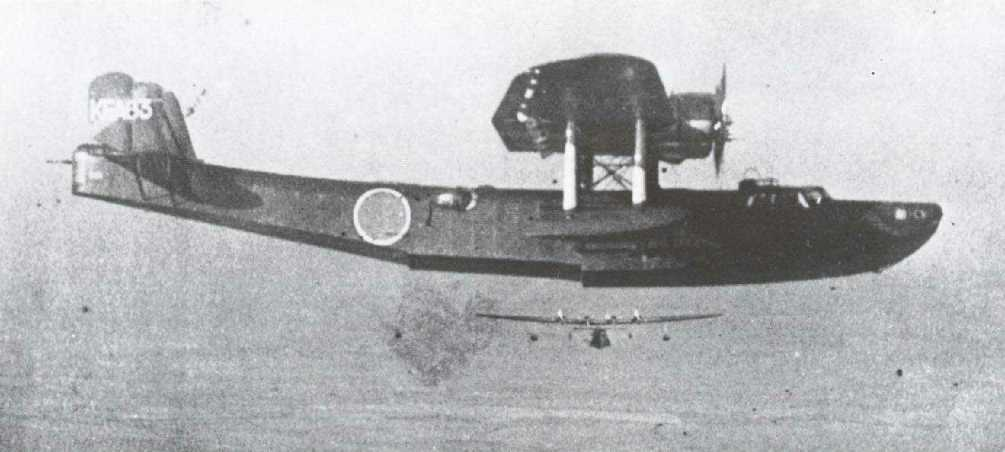
Летающая лодка «97»
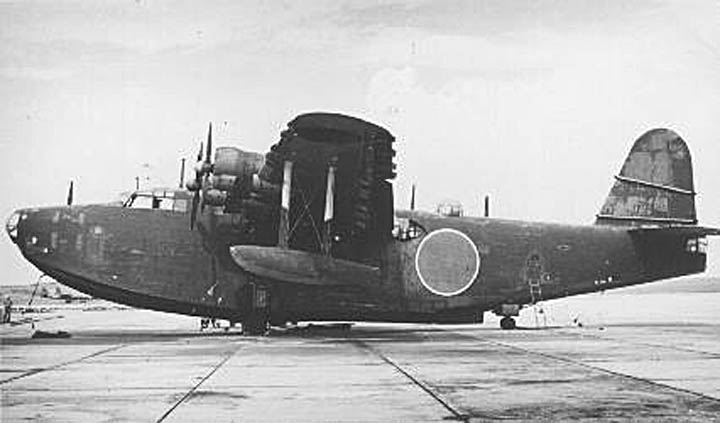
Летающая лодка «2»

- летающие лодки «97» и «2»

### Учебно-боевая

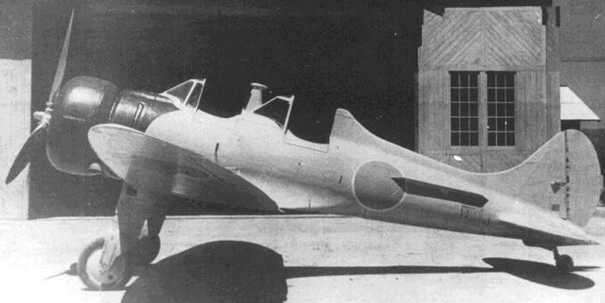
УБЛА «96»

- спарка «96»

### Военно-транспортная

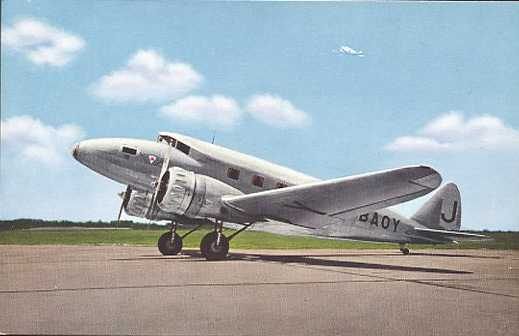
Самолет ВТА ВМС «97»
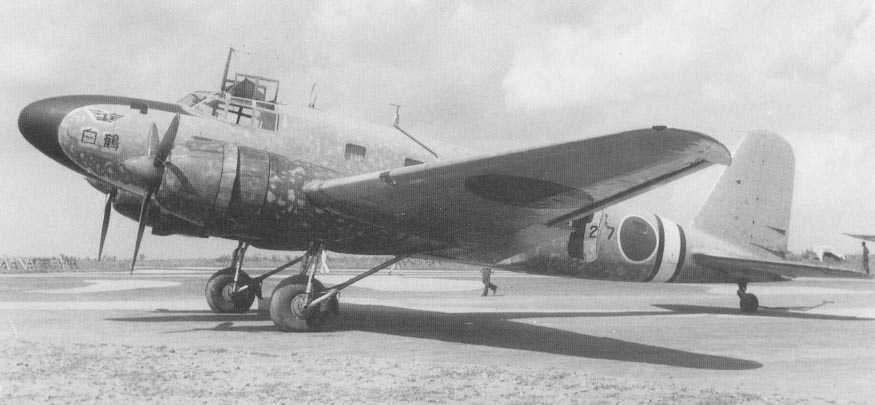
Самолет ВТА ВМС «0»

- самолёты ВТА «97» и «0»

## Структура авиации ВМС Императорской Японии

### Корабельная (до 1943 г.)
Объединением корабельной авиации был 1-й Флот авиации ВМС  (яп.  第一航空艦隊, Дай-ити коку кантай), неофициально именовавшийся «Маневренным отрядом» ВМС  (яп.  航空艦隊, кидо-бутай). 1-й АФл ВМС включал три дивизии авианосцев (1-я, 2-я и 5-я ДАВ)  (яп.  航空戦隊) коку сэнтай, обычно состоявшие из двух авианесущих кораблей. Корабельная авиаБЧ, в зависимости от размеров корабля базирования имела с своем составе роты  (яп.  飛行分隊, хико бунтай) истребительной, торпедоносной, пикировочной и разведывательной авиации, которые делились на тройки  (яп.  飛行小隊, хико сётай), причем базирование торпедного оружия не обеспечивалось на плавбазах и легких авианосцах. В зависимости от типа корабля, его авиаБЧ могла насчитывать 10-70 ед. строевых и 4-16 ед. резервных машин. 1-й АФЛ ВМС был расформирован в 1943 г., в связи с уничтожением в боевых действиях основных тяжелых дивизий (1-й и 2-й ДАВ) в боевых действиях лета 1942 г. у ат. Мидуэй

### Береговая (до 1943 г.)
Береговые авиаполки  (яп.  航空隊, кокутай) метрополии именовались ВМС по месту военного аэродрома формирования и обучения летчиков в метрополии («Каноя», «Кисарадзу» и др.) и сводились в 11-ю воздушную армию (воздушный флот) ВМС. В состав берегового авиаполка входили роты авиации ВМС, делившиеся на три тройки, и техническая рота аэродромного обеспечения.

### В 1943—1945 гг.
Осенью 1942 г. в связи с потерей костяка тяжелых кораблей и сил авиации 1-го АФл ВМС, все виды авиации ВМС были сведены в авиаполки ВМС, для которых до весны 1944 г. была введена трёхзначная нумерация:
- 100-е АО: береговая ночная ПВО
- 200-е АО: корабельная ИА
- 300-е АО: береговая ИА
- 400-е АО: береговые гидроразведчики
- 500-е АО: корабельная ИБА
- 600-е АО: корабельные гидроразведчики
- 700-е АО: береговая ИБА
- 800-е АО: летающие лодки
- 900-е АО: береговые разведчики
- 1000-е АО: береговая ВТА

В 1944 г. была произведена вторая реформа структуры авиации ВМС: тройки заменены парой, изменилась численность машин в полках. В отличие от большинства стран, лётчики ВМС Императорской Японии принадлежали к рядовому составу авиации. Офицерский чин имели летчики не ниже командира звена (комэска в конце войны).